# Viola lii
Viola lii är en violväxtart som beskrevs av Kitagawa. Viola lii ingår i släktet violer, och familjen violväxter. Inga underarter finns listade i Catalogue of Life.